# Sipho (Blattläuse)
Die Siphonen (falsch auch: Siphone, Einzahl: Sipho) sind meist röhrenförmig ausgebildete Organe auf der Dorsalseite (der Oberseite) des Hinterleibs bei den Blattläusen. Eine alternative Bezeichnung für die Siphonen ist Siphunculi (Einzahl: Siphunculus). In der meist englischsprachigen Fachliteratur werden sie oft auch cornicles genannt. Selten werden sie im Deutschen auch als Rückenröhren bezeichnet.
Siphonen sind für die Blattläuse charakteristisch und kommen bei keiner anderen Gruppe von Insekten vor, es gibt allerdings einige Blattlausgruppen, bei denen sie fehlen. Ihre Form und Färbung ist oft ein wichtiges Bestimmungsmerkmal für die Blattlaus-Gattungen. Funktion der Siphonen ist die Abgabe von Substanzen zur Verteidigung gegen Fressfeinde (Prädatoren) der Blattläuse, außerdem geben sie ein Alarmpheromon ab. Die früher vertretene Hypothese, durch sie würde der Honigtau abgegeben, hat sich als falsch herausgestellt.

## Form und Lage

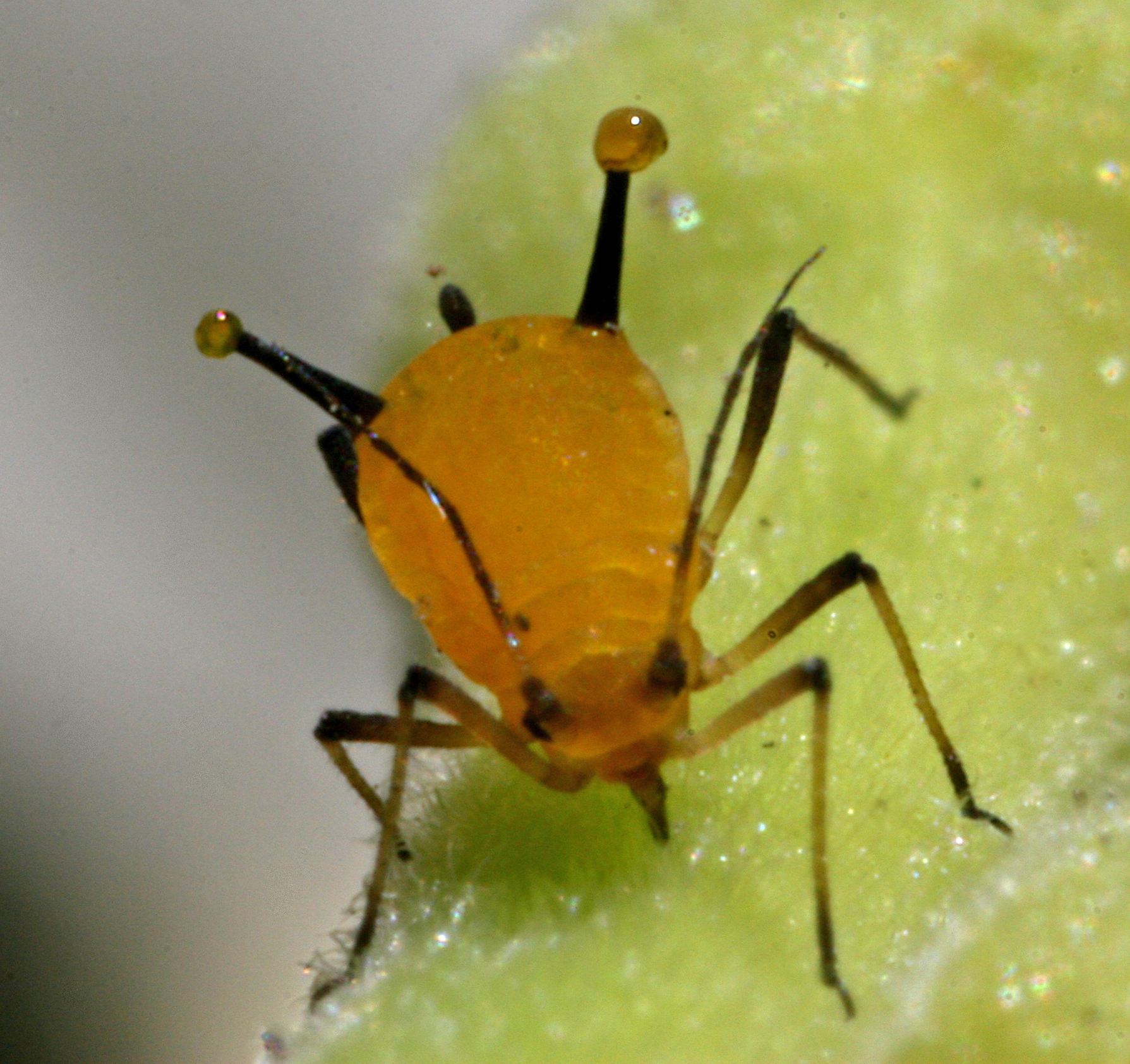
Eine Blattlaus von vorn. Auf dem Rücken des Hinterleibs sieht man die beiden hier röhrenförmigen, schwarz gefärbten Siphonen. Auf jedem sitzt ein gelbes Flüssigkeitströpfchen aus Drüsensekret

Die beiden Siphonen sitzen, immer paarweise, auf dem fünften oder sechsten Tergit des Hinterleibs der Blattläuse (selten sitzen sie genau auf der Grenze der Segmente zwischen den Tergiten). Sie sitzen paarweise nebeneinander am Rand der Oberseite des Hinterleibs (dorsolateral), immer von der eigentlichen Hinterleibsspitze ein Stück weit entfernt. Die Siphonen sind je nach Art ganz verschieden gestaltet, von sehr langen, röhrenförmigen Anhängen, etwa bei der Gattung Drepanosiphon oder der (danach benannten) Gattung Macrosiphon, bis zu kurzen, kegel-, ring- oder knopfförmigen Strukturen. Blattlausarten, die in Symbiose mit Ameisen leben, haben meist (aber nicht immer) kurze Siphonen. Lange Siphonen können zylindrisch oder im Mittelabschnitt verbreitert (angeschwollen) sein. Kurze sind oft zur Spitze hin verschmälert (konisch). Meist sind sie glatt, nur bei wenigen Arten ist ihre Oberfläche genetzt oder gefeldert, oder sie tragen Borsten (Setae). Die Gründe für die verschiedene Gestalt sind bisher nur unzureichend geklärt.
Die Länge der Siphonen variiert nicht nur zwischen Arten (allein unter den Arten der Tribus Macrosiphini der Unterfamilie Aphidinae um das achtfache), sondern auch zwischen den verschiedenen Generationen. Dabei haben die geflügelten Morphen generell kürzere Siphonen als die ungeflügelten derselben Art. Die kürzesten sind bei den Geschlechtstieren ausgebildet. Funktional sind hier vermutlich zwei gegenläufige Zwänge zu berücksichtigen: Längere Siphonen können die Wirksamkeit erhöhen, indem der Sekrettropfen direkt auf den Prädator abgegeben wird, sie verschlechtern aber im Flug die Aerodynamik.
Siphonen fehlen den Arten der Familien Adelgidae und Phylloxeridae ganz, vermutlich primär. Bei vielen Vertretern der Lachnidae und der (im Inneren von Pflanzengallen lebenden) Pemphigidae sind sie klein und kegelförmig oder sogar (sekundär) ganz zurückgebildet.

## Funktion
Die Siphonen sind im Inneren hohle Röhren, die an der Öffnung an ihrer Spitze ein Drüsensekret abgeben. An ihrer Basis stehen sie meist mit einem, im Inneren des Hinterleibs liegenden, großen Reservoir in Verbindung. Dieses ist normalerweise verschlossen, das Sekret wird von den Blattlaus intentional, gesteuert über einen Öffnungsmuskel, nur bei Bedrohung abgegeben. Das Sekret wird von Drüsenzellen, die im Bereich des Reservoirs liegen, gebildet, bei einigen Blattläusen werden ganze sekretgefüllte Zellen sezerniert. Bei anderen Blattläusen sind keine eigentlichen Drüsen ausgebildet, hier wird Hämolymphe freigesetzt. Es handelt sich also um holokrine Drüsen.
Der Inhalt des Siphonensekrets besteht aus zwei funktionalen Komponenten. Der größere Anteil ist eine klebrige, flüssige oder wachsartige Substanz aus Lipiden (Triglyceriden). Sie können die Mundwerkzeuge eines angreifenden Räubers verkleben und so dessen Angriff abwehren. Bei einigen Gruppen wurde auch beobachtet, dass es auf dem Räuber auskristallisiert und diesen so behindert. Beigemischt ist ein Alarmpheromon, durch das benachbarte Blattläuse der Kolonie vor dem Räuber gewarnt werden. Wird es freigesetzt, kommt es zu Fluchtreaktionen, die Blattläuse ziehen ihre Stechborsten aus dem Blattgewebe zurück und laufen davon oder lassen sich herabfallen. Als Alarmpheromon wirksam ist bei fast allen Blattläusen immer dieselbe Substanz, (E)-beta-Farnesen (7,11-Dimethyl-3-methylen-1,(E)6,10-dodecatrien). Bei einigen Arten reicht bereits ein Nanogramm des Pheromons, um die Fluchtreaktion auszulösen. Allerdings ist der Einsatz des Pheromons für die Insekten eine zweischneidige Sache: Einige Parasitoide wie Brackwespen der auf Blattläuse spezialisierten Gattung Aphidius und Räuber wie Schwebfliegen- und Marienkäfer-Larven können die Substanz riechen und nutzen sie, um Blattläuse aufzuspüren. Werden die Siphonen funktionsuntüchtig gemacht und damit die Freigabe des Pheromons verhindert, zeigt sich allerdings eine gestörte Kommunikation der Blattläuse untereinander und dadurch eine erhöhte Sterblichkeit in der Kolonie.

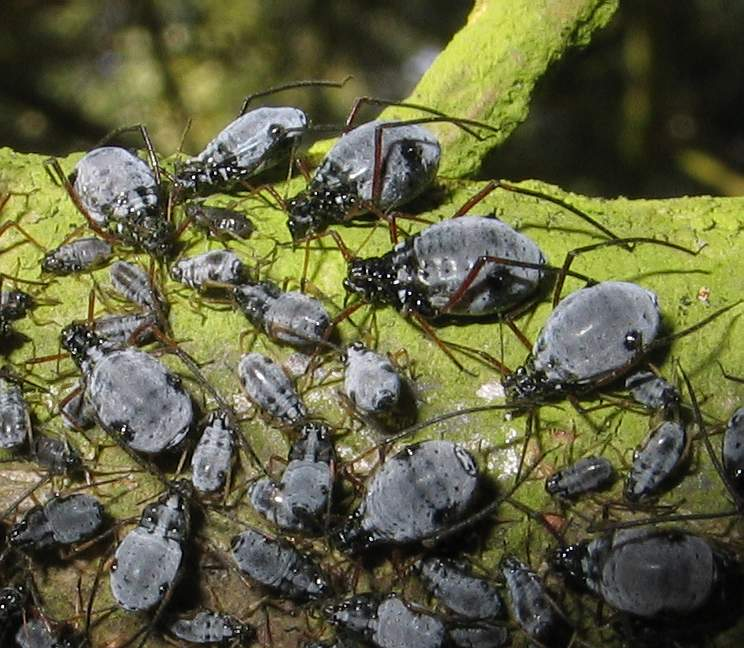
Blattläuse mit schwarz gefärbten sehr kurzen, kegelförmigen Siphonen